# Баранкова, Дениса
Дениса Баранкова (словац. Denisa Baránková; род. 7 сентября 2001, Братислава) — словацкая лучница, выступающая в соревнованиях по стрельбе из олимпийского лука. Участница Олимпийских игр 2020 года. Бронзовый призёр чемпионата Европы.

## Биография
Дениса Баранкова родилась 7 сентября 2001 года в Братиславе.

## Карьера
Дениса Баранкова начала заниматься стрельбой из лука в 2008 году.
В 2018 году она приняла участие на чемпионате Европы в Легнице, где добралась до 1/16 финала в индивидуальном первенстве.
В 2019 году Баранкова выступила на молодёжном чемпионате мира в Мадриде, но не сумела пройти дальше 1/16 финала ни в личном первенстве, ни в миксте. В том же году она участвовала на Европейских играх в Минске, но в индивидуальном первенстве завершила выступления уже на стадии 1/32 финала. В миксте стала 23-й.
В 2021 году Дениса Баранкова приняла участие на чемпионате Европы в Анталии, где сумела завоевать историческую для Словакии бронзовую медаль в индивидуальном первенстве — ранее никто не выигрывал медаль на чемпионате Европы за Словакию. Лучница также дошла до четвертьфинала в миксте с 1/16 финала в команде. Благодаря успешному выступлению она получила право участвовать на Олимпиаде в Токио.
На Олимпиаде после рейтингового раунда Дениса Баранкова занимала 12-е место из 64 участниц с результатом 655 очков из 720 возможных. Однако уже в первом раунде она потерпела поражение от эстонки Реены Пярнат со счётом 4:6 и покинула соревнования.